# Баранівська районна рада
Бара́нівська райо́нна ра́да Жито́мирської о́бласті — орган місцевого самоврядування Баранівського району Житомирської області. Розміщується в місті Баранівка, котре є районним центром.

## VII скликання

### Склад ради
Загальний склад ради: 34 депутати.
Виборчий бар'єр на чергових місцевих виборах 2015 року подолали місцеві організації восьми політичних партій. Сім депутатських місць отримала «Європейська солідарність»; Всеукраїнське об'єднання «Батьківщина» — 6, УКРОП — 5 мандатів, Народна партія та «Опозиційний блок» здобули по 4 місця, Радикальна партія Олега Ляшка та об'єднання «Самопоміч» — по 3, Республіканська платформа — 2 депутати.
За інформацією офіційної сторінки ради, станом на травень 2020 року діють п'ять депутатських фракцій («Європейська солідарність», ВО «Батьківщина», «Самопоміч», «Опозиційний блок», УКРОП) та стільки ж депутатських постійних комісій:
- з питань захисту прав учасників АТО та сприяння вирішенню соціальних питань їх сімей;
- з питань законності, правопорядку, прав людини, регламенту та депутатської етики;
- з питань агропромислового розвитку, промисловості, бізнесу та соціально-економічного розвитку району;
- з питань охорони здоров'я, освіти, культури та соціального захисту населення;
- з питань бюджету та комунальної власності.

### Голова
11 листопада 2015 року, на першій сесії районної ради VII скликання, головою районної ради обрали представника БПП «Солідарність» («Європейська солідарність)» Сергія Сергійовича М'ялківського.

## Колишні голови ради
- Вельчинський Микола Романович — 2006—2010 роки[4]